# 美国数学竞赛
美国数学竞赛（英語：American Mathematics Competitions，簡稱AMC），是一项面向世界中学生的数学竞赛，由美国数学协会主办，其他数学专业协会也有参与协办，该竞赛的主要目的是促进数学在社会中的发展。美国数学竞赛和美国数学邀请赛、美国数学奥林匹克共同作为选拔国际数学奥林匹克美国队的赛事。

## 分级
美国数学竞赛分为AMC8、AMC10、AMC12三个组别。其中，AMC8是为6-8年级的学生设立，4-5年级掌握更高阶数学知识的学生也能参与；AMC10是为初中学生设立；AMC12是为高中学生设立。

## 洩題事件
2023年的競賽發生了洩題事件，在比賽前數日10A和12A的所有題目被洩漏到網上。美國數學協會發出聲明稱已經追查到一個考場為洩題源頭，並禁止該考場以後舉行這項競賽。